# 粗花乌头
粗花乌头（学名：Aconitum crassiflorum）为毛茛科乌头属下的一个种。

## 扩展阅读
- 維基物種上的相關：粗花乌头